# Preguiça-real
A preguiça-real ou unau (nome científico: Choloepus didactylus) é uma espécie da família dos megaloniquídeos (Megalonychidae).

## Etimologia
"Unau" provém do tupi antigo una'u, yna'y ou u'nau.

## Descrição
A preguiça-real chega a uma altura de até 85 centímetros e atinge um peso de seis a nove quilos. A pelagem apresenta uma cor castanho-acinzentado e pode ter uma aparência ligeiramente esverdeada dependendo da luz. Isso remonta a uma relação simbiótica com um tipo de alga que vive em seu pelo. Esta simbiose serve, aparentemente, como camuflagem contra predadores. Diversos artrópodes também vivem em seu pelo, estando associados às preguiças. O pelo, ao contrário dos outros mamíferos, nasce na barriga em direção às costas. Isso assegura que a água da chuva possa escoar melhor. 
A preguiça-real permanece quase toda a sua vida na copa das árvores das florestas tropicais úmidas. Deixam a copa das árvores apenas para mudar de lugar. Com suas garras muito curvadas os animais se agarram aos ramos e mantêm essa posição até mesmo durante o sono que dura cerca de 20 horas por dia. São também ótimas nadadoras. Suas atividades acontecem predominantemente nas horas noturnas e de penumbra.

## Distribuição
A área de distribuição da preguiça-real compreende o norte da América do Sul, elas estão espelhadas desde a Colômbia e território peruano até o norte do Brasil. O mais comum é encontrá-la na floresta tropical úmida da Bacia Amazônica.

## Comportamento

### Alimentação
A preguiça-real se alimenta apenas de plantas. Além de folhas come também frutas e raízes. Seu metabolismo se adaptou ao baixo teor de nutrientes na sua alimentação, mantendo-se extremamente lento.

### Procriação
A preguiça-real atinge a maturidade sexual com aproximadamente 1 ano. O acasalamento pode ocorrer durante todo o ano. Após um período de gestação de nove meses, a fêmea dá à luz um filhote que pesa cerca de 400 gramas. Os primeiros nove a dez meses de vida, o filhote passa agarrado à barriga da mãe, mas o desmame já se inicia entre os dois e três meses. No início, o filhote ainda recebe o alimento mastigado pela mãe antes de começar a comer folhas por conta própria. Entre os dois e três anos os animais já estão crescidos. A preguiça-real pode viver mais de 30 anos.